# Piper biolleyi
Piper biolleyi är en pepparväxtart som beskrevs av C. Dc. och Th. Dur. & Pitt.. Piper biolleyi ingår i släktet Piper och familjen pepparväxter. Inga underarter finns listade i Catalogue of Life.